# Westfield North County
Westfield North County, anteriormente conocido como North County Fair, es un centro comercial en Escondido, California, operado por The Westfield Group. Sus tiendas anclas son JCPenney, Macy's, Nordstrom y Sears. Una tienda de Robinsons-May cerró en 2006 debido a que Macy's In. compró todas sus tiendas. La tienda Macy's será trasladada en una de las ubicaciones donde estaba la tienda Robinsons-May, como parte de una remodelación del centro comercial.
Westfield America, Inc., un precursor de The Westfield Group adquirió parte del centro comercial North County Fair en 1994, y adquirió el resto en 1998, cambiándole el nombre a "Westfield Shoppingtown North County", y luego quitándole las letras "Shoppingtown" en junio de 2005. Las personas de escondido casi siempre se refieren al centro comercial de su nombre original.

## Tiendas anclas
- JCPenney (143,638 pies cuadrados)
- Macy's (144,938 pies cuadrados)
- Nordstrom (143,000 pies cuadrados)
- Sears (156,094 pies cuadrados)